# Бушман-Суун-Каракипчакская волость
Бушман-Суун-Каракипчакская  волость(Бушмаш-Суун-Каракипчакская волость) — административно-территориальная единица в северной части Оренбургского уезда Оренбургской губернии (до 1917 года), Кипчакского кантона (1917-1920). Волостной центр — д. Тляумбетово. Сейчас — территория Ташлинского района Оренбургской области и Кугарчинского район Республики Башкортостан Российской Федерации. 

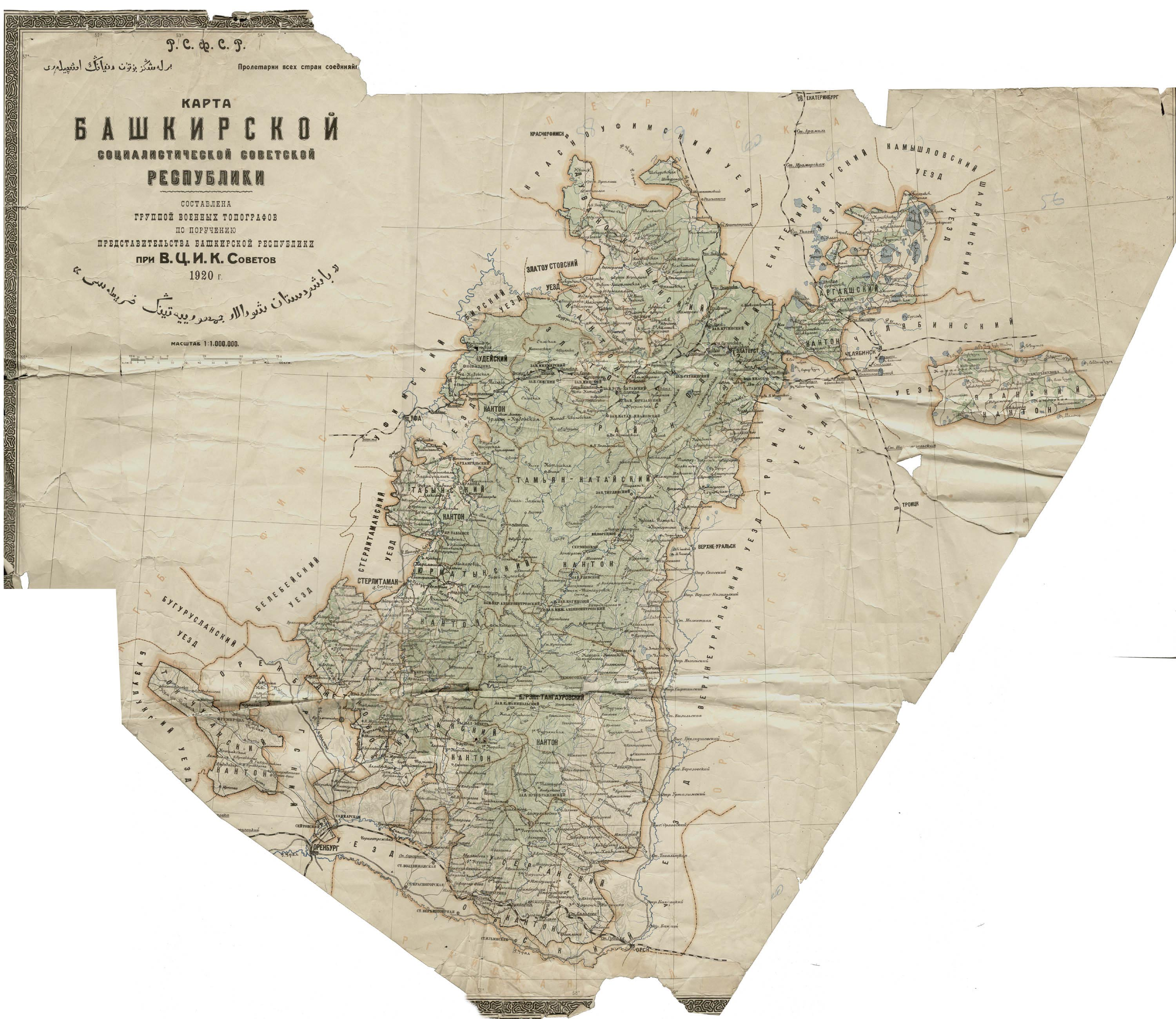
Джетиро-Кипчакский кантон на карте Малой Башкирии

## История
Существовала в составе Оренбургского уезда с 5 мая 1865 по 1 сентября 1917. Приказом Военного Министра от 1868 года в волости было образовано 8 сельских обществ.
C 1917 года по 1920 год в составе Кипчакского кантона
 входила в Малую Башкирию, затем Кипчакский кантон был слит с Джетировским и стал называться Кипчак-Джетировским в составе Башкирской Советской Республики (БСР).

## Состав
На 1901 год в состав волости входили 65/66 селений:
- Азнагулова (ныне Азнагулово)
- Александровский (хутор) (ныне село Александровка)
- Алимгулова
- Андреевский (хутор) (ныне  деревня Андреевка)
- Аралбаева (ныне Аралбай)
- Араслан-Амакачева
- Аустянова
- Барсуковский (хутор)
- Бекечева
- Биккузина
- Блаумберга (хутор)
- Волоснова (хутор)
- Воскресенский (хутор)
- Гавриловский (хутор)
- Давлеткулова
- Давлетшина (хутор)
- Даут-Каипова
- Зириклинский (хутор)
- Ибраева
- Игубаева
- Ижбердинский (хутор)
- Кадырова
- Калдарова
- Каматаевский (хутор)
- Канакачева
- Кинзебаева
- Кузнецовский (хутор)
- Липко-Парафиевский (хутор)
- Максютова
- Мереушлинский (хутор)
- Назаргулова
- Нарбутина
- Ново-Аллабердина
- Ново-Казанский (хутор)
- Ново-Николаевский (хутор)
- Петро-Павловское
- Подгорный (Кашкарова), хутор
- Псянчина
- Самарцевский (хутор)
- Санашевский (хутор)
- Сасыкулова
- Семено-Петровское
- Сиксенбаева
- Старо-Аллабердина
- Таваканова
- Тляумбетевский (хутор)
- Тляумбетово (Тляумбетова, Тляумбетева) — волостной центр
- Тюлебаева (1-я, 2-я)
- Тюлебаевский (хутор)
- Уракаева
- Усманова (хутор)
- Филипповка
- Филипповский (хутор)
- Хлебодаровский (хутор)
- Чермышева
- Чермышевский (хутор)
- Чистозвонова (хутор)
- Юмагузина
- Юмагузинский (хутор)
- Ядгаровский (хутор)
- Ялчина (1-я, 2-я)
- Ямангулова
- Ямансарова
- Ямансаровский (хутор)
- Ямашева